# Model klinowy miasta

Czerwony – central business district
Niebieski – fabryki, przemysł
Zielony – dzielnice mieszkalne klas niższych
Żółty – dzielnice mieszkalne klasy średniej
Fioletowy – dzielnice mieszkalne klasy wyższej

Model klinowy (nazywany też modelem sektorowym) – model rozwoju miast zaproponowany w 1939 roku przez ekonomistę Homera Hoyta. Jest modyfikacją modelu koncetrycznego.
Brak uwzględnienia odchyleń w poszczególnych strefach Hoyt uznał za błąd Burgessa i zaproponował sektorowy model miasta. Założył, że miasta rozwijają się w formie sektorów, których przebieg opiera się na układzie promienistym. Strefy te są zróżnicowane funkcjonalnie. W tym ujęciu zakłady przemysłowe lokowane są w miejscach dogodnego transportu kolejowego lub kołowego. Ciągi komunikacyjne traktowane są jako główny czynnik miastotwórczy. Ponadto wewnątrz sektorów następują zmiany intensywności użytkowania, przy czym teren najintensywniej użytkowany znajduje się w pobliżu centrum. Dzielnice klasy robotniczej nie zajmują już terenu otaczającego centrum z uwagi na wysokie koszty, znajdują się tam mieszkania o wysokim standardzie. 
Model ten powstaje zazwyczaj w wyniku podziałów klasowych, gdzie w wyniku grupowania się pewnych warstw społecznych nie powstają pierścienie, ale większe dzielnice. Najczęściej ludzie grupują się według typu miejsca pracy, osadnictwa, stopnia zamożności itp. Model ten wystąpił w Paryżu, gdzie dzielnice zachodnie są siedzibą klas średnich a na północy i wschodzie rozciągają się dzielnice robotnicze.